# Moorbad Harbach
Moorbad Harbach – gmina uzdrowiskowa w Austrii, w kraju związkowym Dolna Austria, w powiecie Gmünd, w rejonie Waldviertel. Liczy 668  mieszkańców (1 stycznia 2014).